# Chlorophthalmus mento
Chlorophthalmus mento är en fiskart som beskrevs av Garman, 1899. Chlorophthalmus mento ingår i släktet Chlorophthalmus och familjen Chlorophthalmidae. Inga underarter finns listade i Catalogue of Life.